# Asparagales
De Asparagales zijn een orde van eenzaadlobbige planten. Een orde onder deze naam werd niet erkend in het Cronquist-systeem (1981), maar wel in het APG-systeem (1998), het APG II-systeem (2003) en het APG III-systeem (2009). Samen met de Liliales en de Poales vormen ze in de Europese flora de belangrijkste ordes van eenzaadlobbigen. Er zijn geen eenvoudig herkenbare eigenschappen. Bij de Asparagales komen parasiterende planten voor, bij de Liliales niet. 

## APG IV (2016)
| - 'monocots' (Monocotyledoneae) - Acorales - - Alismatales - - Petrosaviales - - - Dioscoreales - Pandanales - - Liliales - - Asparagales - 'commelinids', commeliniden - Arecales - - Poales - - Commelinales - Zingiberales |

In de indeling volgens het APG IV-systeem (2016) behoren de Asparagales tot de 'monocots' en omvat de volgende families:
- Orchidaceae (orchideeënfamilie)
- Boryaceae
- Blandfordiaceae
- Lanariaceae
- Asteliaceae
- Hypoxidaceae
- Ixioliriaceae
- Tecophilaeaceae
- Doryanthaceae
- Iridaceae (lissenfamilie)
- Xeronemataceae
- Asphodelaceae (affodilfamilie)
- Amaryllidaceae (narcisfamilie)
- Asparagaceae (aspergefamilie)

De Asparagales vormen een zustergroep van de commeliniden (Arecales + Poales + Commelinales + Zingiberales)

## APG III (2009)
De indeling volgens het APG III-systeem (2009) is als volgt:
- orde Asparagales
  - familie Alliaceae (lookfamilie)

[+ familie Agapanthaceae ]
[+ familie Amaryllidaceae (narcissenfamilie) ]
  - familie Asparagaceae (aspergefamilie)

[+ familie Agavaceae (agavefamilie) ]
[+ familie Aphyllanthaceae ]
[+ familie Hesperocallidaceae ]
[+ familie Hyacinthaceae (hyacintenfamilie) ]
[+ familie Laxmanniaceae ]
[+ familie Ruscaceae ]
[+ familie Themidaceae ]
  - familie Asteliaceae
  - familie Blandfordiaceae
  - familie Boryaceae
  - familie Doryanthaceae
  - familie Hypoxidaceae
  - familie Iridaceae (lissenfamilie)
  - familie Ixioliriaceae
  - familie Lanariaceae
  - familie Orchidaceae (orchideeënfamilie)
  - familie Tecophilaeaceae
  - familie Xanthorrhoeaceae

[+ familie Asphodelaceae (affodilfamilie) ]
[+ familie Hemerocallidaceae ]
  - familie Xeronemataceae

Hierbij zijn de families tussen "[+ ... ]" optioneel: deze families kunnen al dan niet afgesplitst worden van de voorgaande familie. Dit betekent dat voor de families Alliaceae, Asparagaceae en Xanthorrhoeaceae ieder twee verschillende omschrijvingen toegestaan zijn.

## APG (1998)
Dit is een wijziging ten opzichte van het APG-systeem (1998), waar de samenstelling de volgende was:
- orde Asparagales
  - familie Agapanthaceae
  - familie Agavaceae
  - familie Alliaceae
  - familie Amaryllidaceae
  - familie Anemarrhenaceae
  - familie Anthericaceae
  - familie Aphyllanthaceae
  - familie Asparagaceae
  - familie Asphodelaceae
  - familie Asteliaceae
  - familie Behniaceae
  - familie Blandfordiaceae
  - familie Boryaceae
  - familie Convallariaceae
  - familie Doryanthaceae
  - familie Hemerocallidaceae
  - familie Herreriaceae
  - familie Hyacinthaceae
  - familie Hypoxidaceae
  - familie Iridaceae
  - familie Ixioliriaceae
  - familie Lanariaceae
  - familie Laxmanniaceae
  - familie Orchidaceae
  - familie Tecophilaeaceae
  - familie Themidaceae
  - familie Xanthorrhoeaceae
  - familie Xeronemataceae